# 带叶海桐
带叶海桐（学名：Pittosporum heterophyllum var. ledoides）为海桐花科海桐花属下的一个变种。

## 扩展阅读
- 維基物種上的相關：带叶海桐